# L̥
L̥ (minuskule l̥) je speciální písmeno latinky. Nazývá se L s kroužkem pod. V latince se vůbec nevyskytuje, vyskytuje se v pouze transkripci abeced ásámštiny, hindštiny, kannadštiny, khmerštiny, malajálamštiny, maráthštiny, mongolštiny, urijštiny, sanskrtu, sinhálštiny, telugštiny a tibetštiny. V sinhálštině ho značí znak ළ, v ásámštině ল্প, v hindštině पॢ, v kannadštině ಳ, v khmerštině ហ្ល, v malajálamštině ഌ, v mongolštině ᠯ‍, v urijštině ଌ nebo ୡ, v telugštině ళ a v tibetštině  ླྀ. Vyslovuje se asi jako Ľ ve slovenštině. Je často zaměňováno s častěji používaným písmenem Ḷ, které má podobnou výslovnost a často s tímto písmenem sdílí v jazycích znak.